# Valea Seacă, Mureș
Valea Seacă (în maghiară Szárazpatak, în trad. "Pârâul Uscat", "Pârâul Sec") este un sat în comuna Râciu din județul Mureș, Transilvania, România.